# Naturschutzgebiet Steinbruchbereich Bernhardshammer und Binsfeldhammer
Der Naturschutzgebiet Steinbruchbereich Bernhardshammer und Binsfeldhammer liegt in der Städteregion Aachen in Nordrhein-Westfalen. Es besitzt eine Fläche von 81 ha und befindet sich auf einer durchschnittlichen Höhe von 240 m NN, wobei die höchste Erhebung 281 m, die tiefste Senke auf einer Höhe von 198 m liegt. Das Naturschutzgebiet befindet sich ca. 3 Kilometer südöstlich des Stolberger Stadtzentrums.
Der Steinbruchbereich Bernhardshammer und Binsfeldhammer ist eines von momentan 37 zur Stadt Stolberg (Rhld.) gehörenden Naturschutzgebieten.

## Geologie
Der geologische Untergrund des Naturschutzgebietes wird in großen Teilen von Kalksteinformationen des Viséums bestimmt. In den Steinbrüchen Binsfeldhammer und Bernhardshammer wurde z. T. bis in die 1970er Jahre der so genannte Obere Dolomit abgebaut. Beide Steinbrüche lieferten die hochwertigen Rohstoffe für die Zementindustrie der Gegend. Während der Steinbruch Binsfeldhammer auf der NW-Flanke der Burgholzer Mulde angelegt wurde, befindet sich der Steinbruch Bernhardshammer auf der gegenüberliegenden Muldenflanke. Zwischen beiden Steinbrüchen verläuft der Muldenkern der Burgholzer Mulde, der durch Sand- und Tonsteine des Namuriums gebildet wird. Die Kalksteine wurden während der Kreide- und Tertiärzeit tiefgründig verkarstet und die so entstandenen Hohlräume mit Rotlehmen und sandigen Sedimenten verfüllt.
Der Mineralienatlas listet für den Binsfeldhammer bisher fast 60 Mineralfunde auf (Stand 2025): Åkermanit, Anglesit, Antlerit, Aragonit, Beudantit, Blei, Bornit, Brochantit, Calcit, Caledonit, Cerussit, Cervantit, Clarait, Devillin, Eisen, Elyit, Fougèrit, Galenit, Gips, Glaukokerinit, Hämatit, Hannebachit, Hopeit, Hydrocalumit, Hydrocerussit, Hydromagnesit, Jarosit, Kassiterit, Köttigit,	Kupfer,	Lanarkit, Langit, Laurionit, Leadhillit, Limonit, Linarit, Lithargit, Malachit, Massicotit, Minium, Monohydrocalcit, Nesquehonit, Osarizawait, Oxyplumboroméit, Paratacamit, Phosgenit, Phosphophyllit, Plumbonacrit, Posnjakit, Pseudobrookit, Pyroxengruppe, Schulenbergit, Serpierit, Silber, Simonkolleit, Sphalerit, Tenorit, Zink und Zinkit.
Für den Massicotit gilt Binsfeldhammer zudem als Typlokalität (erster Fundort für das zur Erstbeschreibung gesammelte Typmaterial).

## Geschichte
Die Namen der beiden Steinbrüche stammen aus der Zeit der Kupfer- bzw. Reitmeister. Bis zum Jahr 1846 existierte in Stolberg ein Kupferhof Binsfeldhammer, der nach seinem Abriss der Bleihütte Binsfeldhammer weichen musste. Das Reitwerk Bernardshammer wurde im 17. Jahrhundert in einen Kupferhof umgewandelt. Bis heute existiert das Gebäude. Nach der Aufgabe der Steinbrüche zur Kalksteingewinnung erfolgte keine Renaturierung. Sie wurden der Natur überlassen, die sich das Gebiet allmählich zurückerobert.

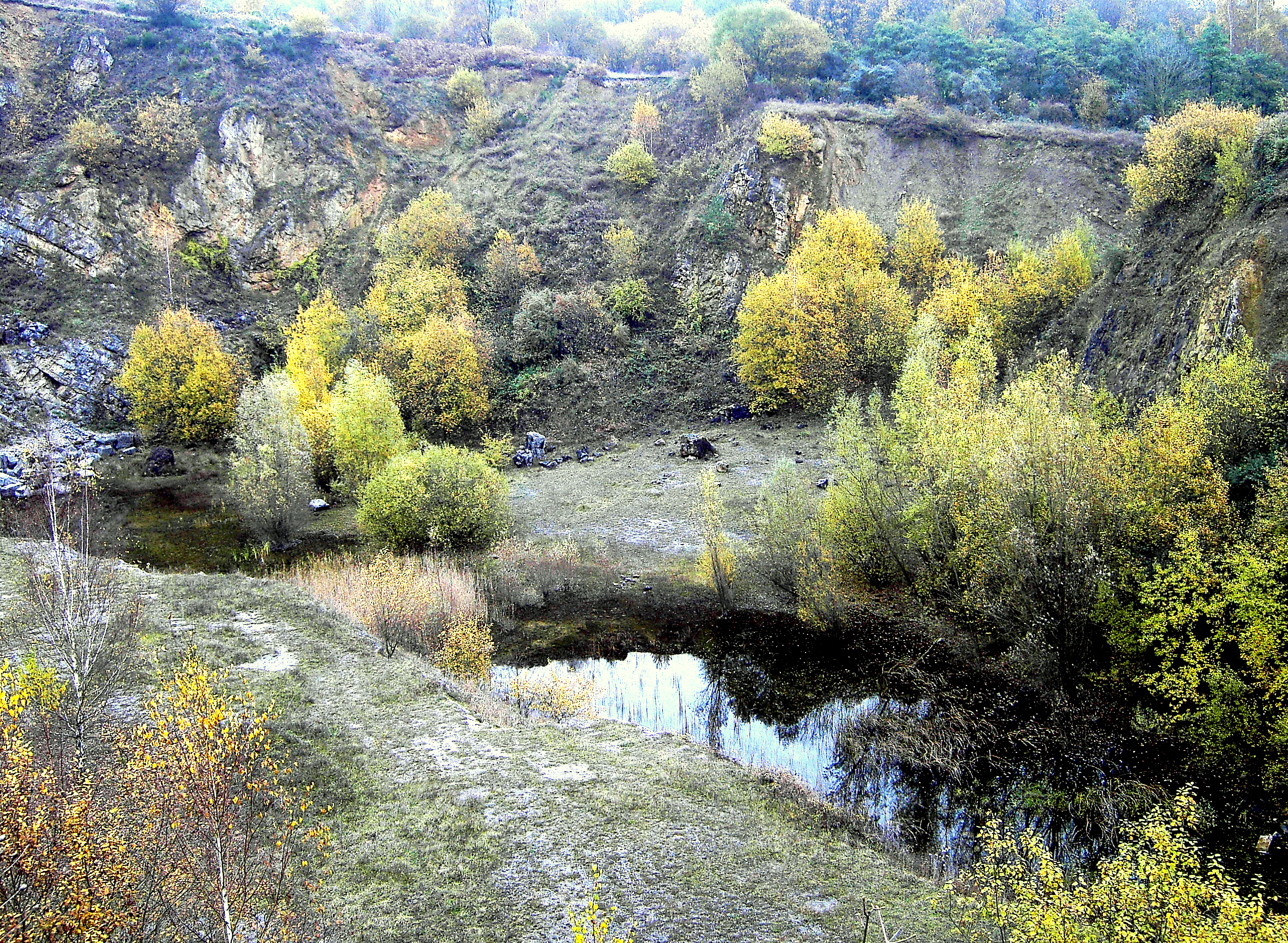
2007
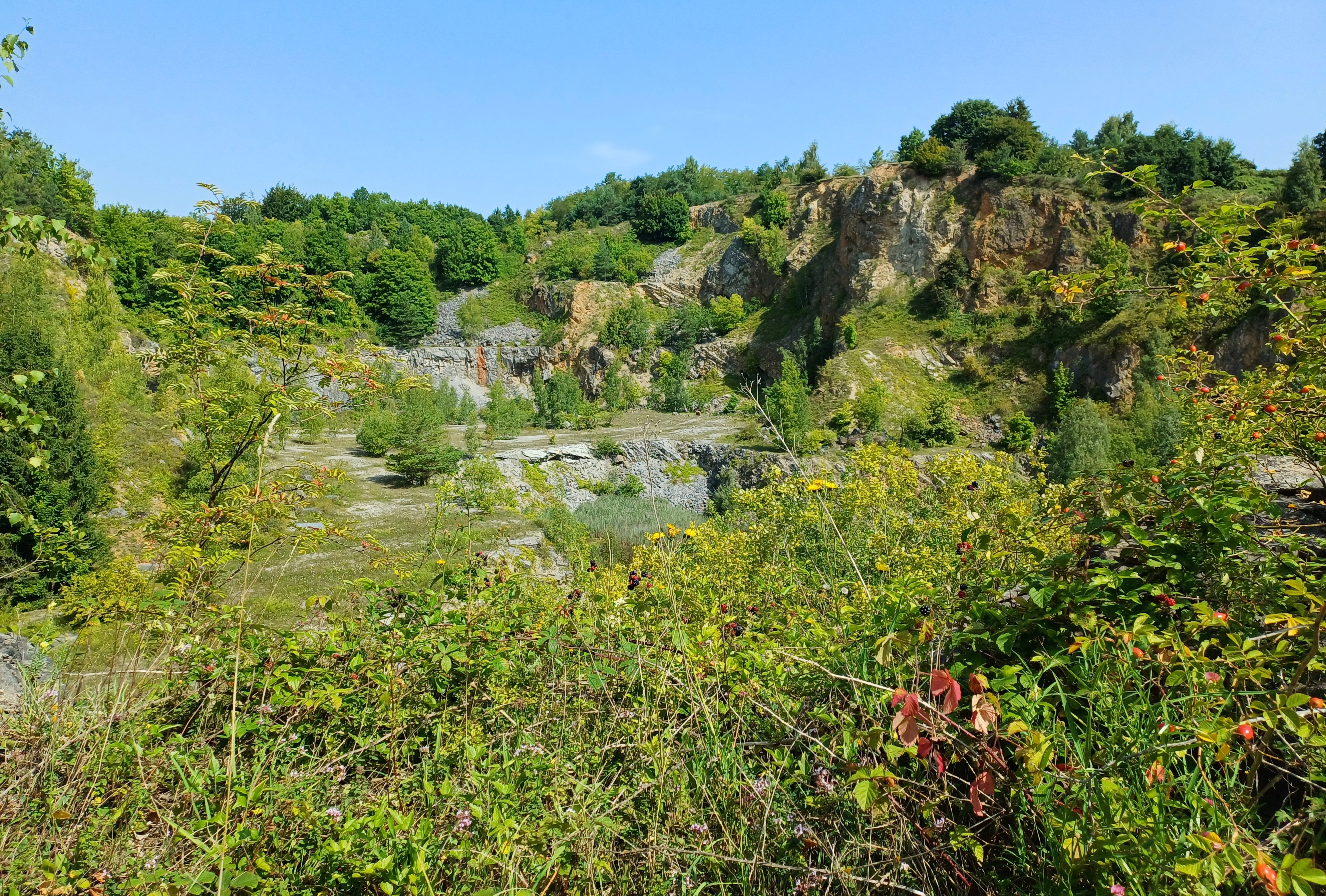
2025
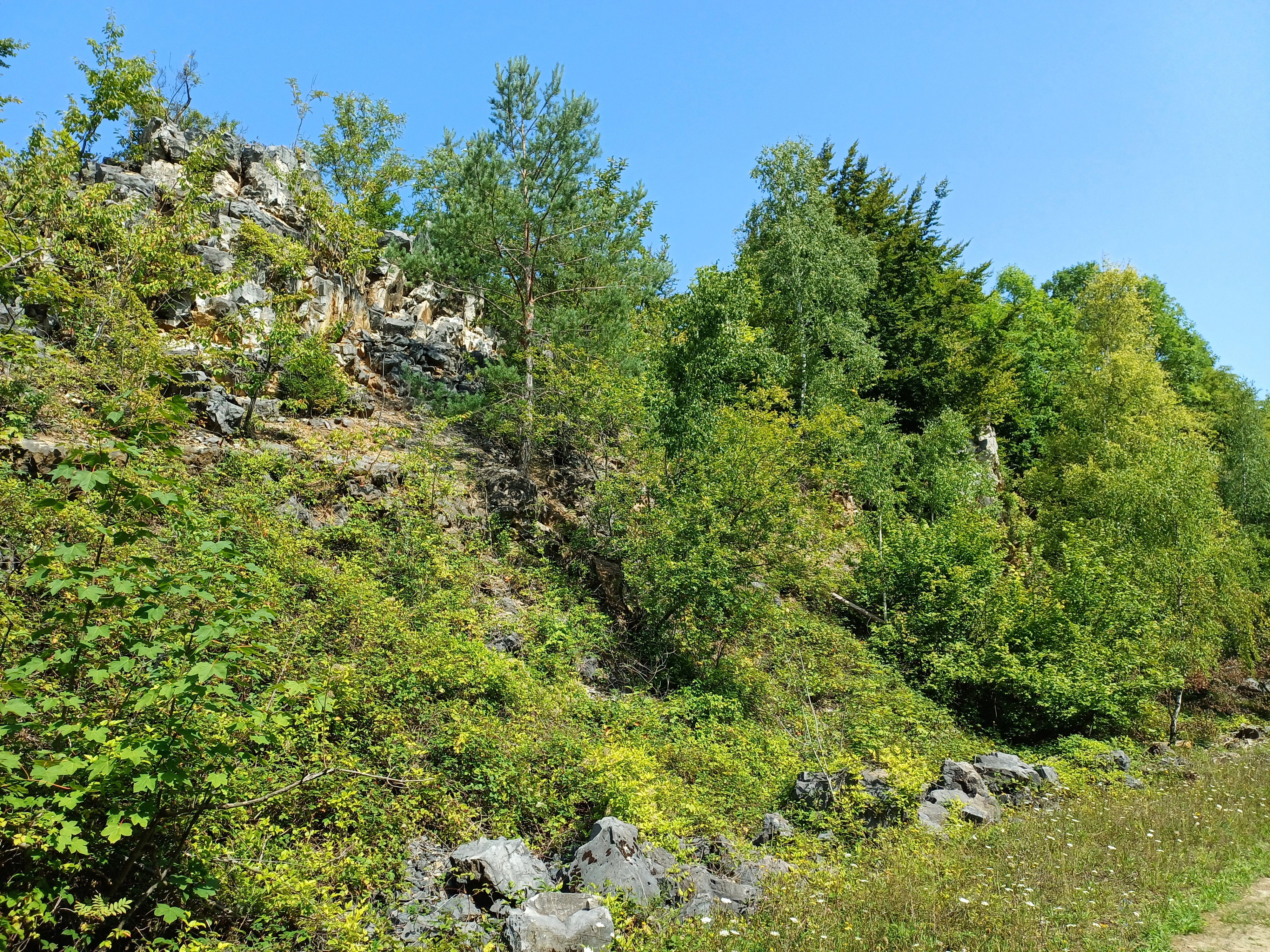

## Flora und Fauna

### Allgemeines
Das Naturschutzgebiet besteht aus zwei benachbarten, inzwischen aufgegebenen Kalksteinbrüchen. Umsäumt sind diese von aufgeforsteten Waldflächen. Der ursprünglich vorhandene Orchideen-Kalk-Buchenwald ist nur noch in Resten vorhanden. Am zum Teil bis zu 50 m tiefen Grubenrand hat sich eine Ruderal- und Schuttflora mit Hochstauden und Pioniergebüschen gebildet. Der Grubengrund enthält einen von Grund- und Regenwasser gespeisten See. Aufgrund der vorliegenden Felsklippen, zahlreicher Kleingewässer sowie Heide- und  kleinerer Grünlandbereichen in Kombination mit den für die Stolberger Region typischen Schwermetallstandorten findet man eine hoch spezialisierte Tier- und Pflanzenwelt vor.
Typisch für dieses Gebiet ist eine Vegetation, die sich zum überwiegenden Teil auf trockene Standorte spezialisiert hat. Hinzu kommt eine dem galmeihalten Boden angepasste Pflanzengesellschaft, so dass hier eine den Naturschutzgebieten Schlangenberg, Bärenstein oder Brockenberg vergleichbare Fauna und Flora existiert.
Eine Untersuchung aus dem Jahre 1995 ergab folgende prozentuale Aufteilung des Gebietes entsprechend der gefundenen Vegetationstypen:
Den höchsten Anteil von 37 % an der Gesamtfläche weisen Binnenlandfelsen, Geröll- und Schutthalden sowie Sandflächen auf. 25 % werden als Deponien, Gruben und Industriegebiet deklariert. Prozentual weniger bedeutend ist der Anteil von 8 % der Naturschutzfläche, der aus feuchtem und mesophilem Grünland besteht. 12 % sind Laubwald und 10 % Kunstforsten, die hier speziell aus Pappelbeständen bestehen. 4 % des Gebietes sind stehende beziehungsweise fließende Binnengewässer. 2 % des Geländes entspricht dem Vegetationstyp Salzsumpf, Salzwiese bzw. Salzsteppe. 1 % zeigen Uferbewuchs sowie weitere 1 % Heide und Gestrüpp.

### Flora

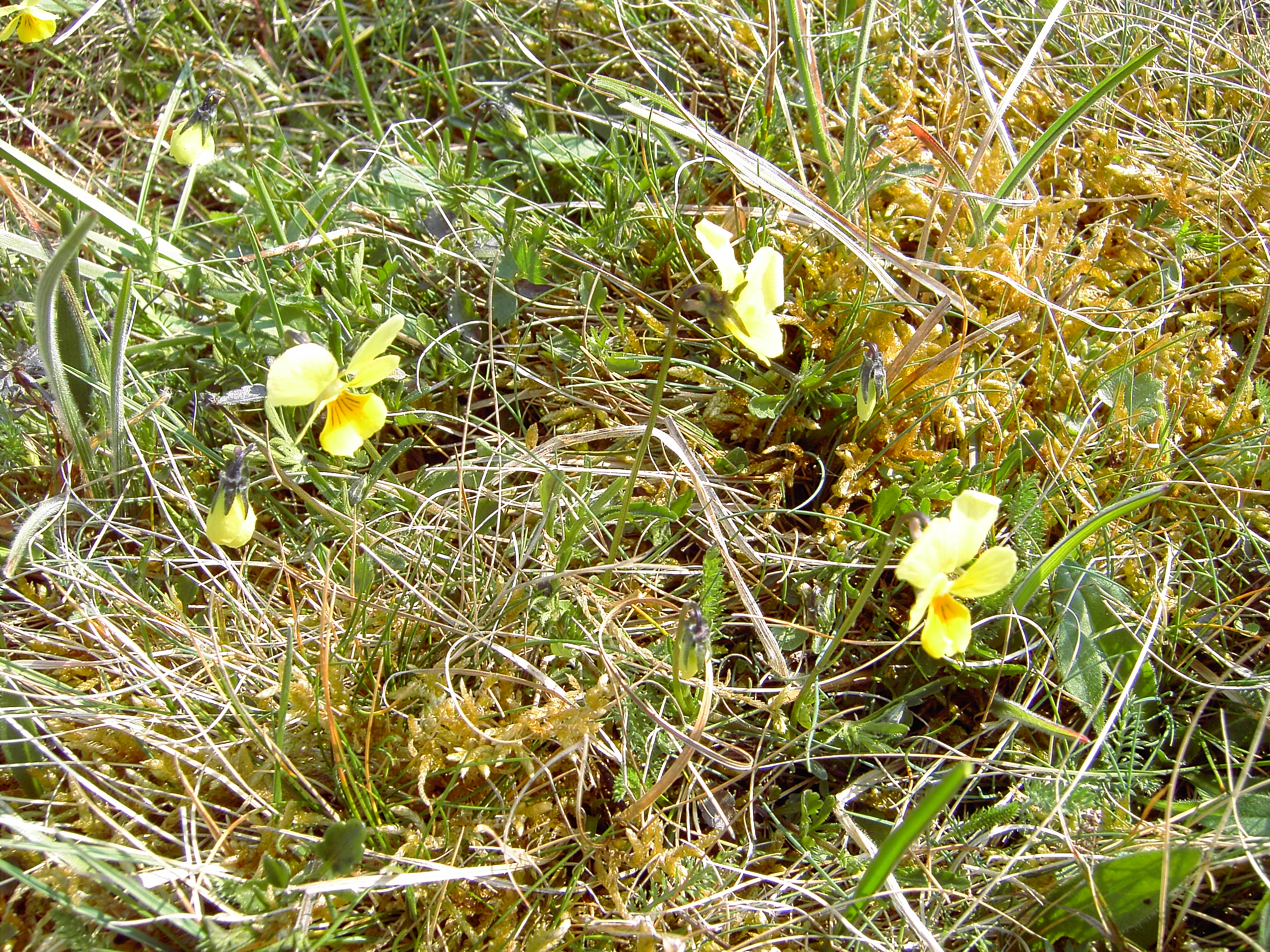
Gelbes Galmeiveilchen Viola lutea ssp. calaminaria

Typische Pflanzen des Naturschutzgebietes sind die an den Schwermetallgehalt des Galmeibodens angepasste Gelbe Galmeiveilchen Viola lutea ssp. calaminaria, die Galmei-Grasnelke Armeria species alaminaria sowie das Galmeitäschelkraut Thlaspi calaminare.
Eine Spezialität ist die im Orchideen-Buchenwald zu findende Bienenragwurz Ophrys apifera.

### Fauna
Im Naturschutzgebiet lebende zahlreiche gefährdete Tierarten. So ist dieses Biotop der Lebensraum bedrohter Nachtgreifvögel. Aber auch der Neuntöter Lanius collurio und die Heidelerche Lullula arborea sind hier noch häufig zu finden.
Der Seebereich bietet für Reptilien einen geeigneten Lebensraum. So findet man hier die Ringelnatter Natrix natrix. Der Seebereich ist inzwischen ebenfalls ein Lebensraum für die Gelbbauchunke Bombina variegata geworden, die dieses Gebiet als Laichhabitat und geeigneten Sommer- wie Winter-Landlebensraum verwendet.
Aber auch für Schmetterlinge bietet das Gebiet einen geeigneten Lebensraum. So findet man hier den Lilagold-Feuerfalter (Kleiner Ampfer-Feuerfalter) Lycaena hippothoe, den Zwerg-Bläuling Cupido minimus oder den Schwalbenschwanz Papilio machaon. Die Gemeine Sichelschrecke Phaneroptera falcata gehört ebenso zu den Bewohnern des Gebietes wie die Zweifarbige Beißschrecke Metrioptera bicolor.

## Bedrohung des Naturschutzgebietes
Eine Gefahr für das Naturschutzgebiet besteht darin, dass bestehende Kleingewässer verloren gehen. Außerdem besteht durch Aufforstung mit nicht bodenständigen Baumarten das Risiko einer Vegetationsänderung. Durch Betreten des Gebietes kommt es immer wieder zu Verschmutzungen des Biotops.
Das Gebiet untersteht der Betreuung durch die Biologische Station im Kreis Aachen e. V.